# Vaiano
Vaiano est une commune italienne de la province de Prato, dans la région Toscane.

## Histoire
- La Tour de Melagrana en ruine (XIIIe siècle).

## Administration
| Période                                  | Période  | Identité        | Étiquette | Qualité |
| ---------------------------------------- | -------- | --------------- | --------- | ------- |
| Depuis le 14/06/2004                     | En cours | Annalisa Marchi |           |         |
| Les données manquantes sont à compléter. |          |                 |           |         |

### Hameaux
La Tignamica, La Briglia, La Foresta, Schignano.

### Communes limitrophes
Barberino di Mugello, Calenzano, Cantagallo, Montemurlo, Prato.